# Prastió (ort i Cypern, Eparchía Lemesoú, lat 34,81, long 33,14)
Prastió är en ort i Cypern.   Den ligger i distriktet Eparchía Lemesoú, i den centrala delen av landet, 50 km söder om huvudstaden Nicosia. Prastió ligger 461 meter över havet och antalet invånare är 103. Den ligger på ön Cypern.
Terrängen runt Prastió är kuperad. Trakten runt Prastió är ganska tätbefolkad, med 120 invånare per kvadratkilometer. Närmaste större samhälle är Limassol, 17,1 km sydväst om Prastió. Trakten runt Prastió är i huvudsak ett öppet busklandskap.